# THE BELL'S
THE BELL'S（ザ・ベルズ）は、かつて存在した日本のロックバンド。1989年にトイズファクトリーよりメジャーデビュー。1992年無期限活動停止。

## メンバー
- 白石浩介（しらいし こうすけ 1963年7月25日- 福岡県出身 B型）ボーカル
  - 解散後は音楽業界を離れ、飲食店を経営している。
- 野山昭雄（のやま あきお 1963年4月25日- 福岡県出身 O型）ギター
  - 解散後はアンジーの水戸華之介らとGIANT ORANGE OPUSを結成。SOY SAUCE SONIX、LAUGHIN' NOSE、COW COWなどに参加し、ユニコーンの川西幸一、THE WELLSの坂巻晋とVANILLAを結成。Takuiやdicotをプロデュースし、バックバンドとしても活躍。その後WOOHOOで活動。
- 松崎太（まつざき ふとし 1964年2月27日- B型) ベース
  - 解散後は、大島とOrange Kandyを結成。1999年脱退。DEEP&BITESにも参加していた。真島昌利、斉藤光浩、田中一郎のバックバンドとしても活動。現在は中村達也らとSANDADAで活動中。
- 大島香（おおしま かおる 1966年6月29日- B型）ドラムス
  - 解散後は松崎とOrange Kandyを結成。LUNA SEAのJ、NATCHIN、井口一彦などのサポートで活躍。WOOHOOにもサポートとして参加していた。現在は東京カンソンで活動中。

## ディスコグラフィ
記載の無いものは全て 作詞：白石浩介、作曲：野山昭雄、編曲：THE BELL'S、※は全て 作詞：白石浩介・野山昭雄、作曲：野山昭雄、編曲：THE BELL'S。

### シングル
- RADIO RADIO RADIO（1989年10月21日、トイズファクトリー/バップ 82005） - 当時としては珍しいマキシシングルでの発売であった。
  1. Radio Radio Radio
  2. Go! Go! Max
  3. Surfin' U.S.A（作詞：ブライアン・ウィルソン、作曲：チャック・ベリー）
- HELLO! HELLO! HELLO!（1990年12月21日、トイズファクトリー/バップ TFDC-28003） - 同名のアルバムからのシングルカット。テレビアニメ『おぼっちゃまくん』エンディングテーマ。
  1. HELLO! HELLO! HELLO!（シングル・バージョン）
  2. ELVISな夜
  3. HELLO! HELLO! HELLO!（オリジナル・カラオケ）

### アルバム
- THE LOVE SONG（1988年5月21日、キャプテンレコード、CD：CAP-1046-CD）インディーズ
  1. THE LOVE SONG
  2. Mr.KITE in the Blue Sky
  3. MERIDIAN High School
  4. 彼は思う
  5. Radio Radio Radio ※
  6. P.S.
- RUN RUN RUN（1989年7月21日、トイズファクトリー / バップ、80348）
  1. RUN RUN RUN
  2. SHOP LIFTER "A"（作詞・作曲：野山昭雄）
  3. 嘘はつけない ※
  4. 君の意思のままに
  5. CRAZY EARTH CHILD
  6. 甘く怠惰な暮らし
  7. Mr.KITE in the Blue Sky
  8. WILD FLOWER
  9. HE LOVE SONG
  10. 誰もが同じ夢を ※
  11. 子供の権利

  - Produce: 岡野ハジメ、THE BELL'S
- MERIDIAN HIGH SCHOOL（1990年2月21日、トイズファクトリー / バップ、VPCC-80385）
  1. MERIDIAN HIGH SCHOOL ※
  2. 今夜はGET CRAZY
  3. Rock'n'Roll Burn Band ※
  4. 空には溢れる星がずっと前からあった
  5. Hello Good-bye ※
  6. Day Dream Train ※
  7. GO! GO! MAX
  8. ROCK'N'ROLL HIGH SCHOOL ※
  9. この日の果てに

  - Produce: 岡野ハジメ、THE BELL'S
- HELLO! HELLO! HELLO!（1990年10月10日、トイズファクトリー / バップ、TFCC-88002）
  1. THE BELL'S OVERDRIVE（作曲：野山昭雄）
  2. HELLO! HELLO! HELLO! ※
  3. 口笛吹いて…（Never stop）
  4. あの夏の日
  5. ANSWER "A"
  6. KING & QUEEN
  7. 虹がそこに
  8. 彼は思う
  9. THE ACTION（風を受けて） ※
  10. 踊り明かそう！街はPARADISE
  11. 彼は思うII

  - Produce: 田中一郎、THE BELL'S
- HEART（1991年9月21日、トイズファクトリー / バップ、TFCC-88013）
  1. ROUTE 16（作詞：森重樹一、作曲：野山昭雄）
  2. 夜をぶっとばせ
  3. 人生ゲーム
  4. OH! YEAH（作詞：さとうみかこ、作曲：野山昭雄）
  5. 9月の声
  6. 天使か?悪魔か?（作詞：森重樹一、作曲：野山昭雄）
  7. S.O.S
  8. 大航海（作詞：さとうみかこ、作曲：野山昭雄）
  9. 君だけの光で（作詞：松崎太・大島香、作曲：野山昭雄）
  10. 忘れない

  - 編曲・Produce：佐藤宣彦、THE BELL'S

## タイアップ一覧
| 起用年 | 曲名                 | タイアップ                                               |
| ------ | -------------------- | -------------------------------------------------------- |
| 1990年 | HELLO! HELLO! HELLO! | テレビ朝日系アニメ『おぼっちゃまくん』エンディングテーマ |

## 関連バンド
- アンジー